# Sotdroppar
Sotdroppar, förr särskilt mot frossa och hysteriska krämpor använda droppar framställda genom maceration av glanssot i en alkalisk vattenlösning, där ibland även dyvelsträck macererats.